# Kamienie mojego domu
Kamienie mojego domu (tytuł oryginalny: Gurët e shtëpisë sime) – albański film fabularny z roku 1985 w reżyserii Dhimitra Anagnostiego.

## Fabuła
Akcja filmu rozgrywa się w czasie II wojny światowej, w latach 1941-1943. Film rozpoczyna sekwencje z początku wojny włosko-greckiej. W jednej ze wsi w południowej Albanii oddziały włoskie dokonują pacyfikacji, oskarżając mieszkańców o szpiegostwo na rzecz armii greckiej. Film kończą sceny towarzyszące kapitulacji armii włoskiej. Jednak głównym tematem filmu jest heroizm mieszkańców wsi, kierowanych przez dr Lekę i powstawania ruchu komunistycznego.
Zdjęcia do filmu realizowano we Wlorze i we wsi Vuno.

## Obsada
- Roza Anagnosti jako Vito
- Spiro Duni jako Leka
- Birçe Hasko jako nauczyciel
- Vangjel Heba jako Fana Mertiri
- Bujar Lako jako właściciel Moruc
- Violeta Dede jako żona właściciela
- Liza Laska jako Sofija
- Margarita Xhepa jako Lilo Mertirja, żona Fany
- Rajmonda Aleksi jako Katera
- Arqile Nasho jako lekarz
- Anila Bisha jako Melpo
- Luftar Pajo jako pasterz
- Robert Ndrenika jako mąż Vito
- Xhemil Tagani jako Bilbil
- Ilirian Ali jako Petro
- Nikolla Llambro
- Jetmira Dusha
- Bernardo Casca
- Kastriot Çollaku
- Vasil Dilo
- Artur Gorishti
- Renato Morina
- Gjergji Riziliu
- Genc Xhaferri
- Strazimir Zaimi